# Rajmond Fülöp
Rajmond Fülöp (* 3. Juli 1987 in Miercurea Ciuc) ist ein ehemaliger rumänischer Eishockeytorhüter und heutiger Trainer, der mit der rumänischen Nationalmannschaft an zwei Weltmeisterschaften der Division II teilnahm.

## Karriere

### Club
Rajmond Fülöp, der der ungarischsprachigen Minderheit der Szekler in Rumänien angehört, begann seine Karriere beim HC Csíkszereda, für den er bereits als 15-Jähriger in der rumänischen Eishockeyliga debütierte. 2009 gewann er mit seiner Mannschaft die erste Spielzeit der MOL Liga. Nachdem der Klub trotz dieses Erfolges aus finanziellen Gründen den Spielbetrieb einstellen musste, wechselte er noch im selben Jahr zum ASC Corona 2010 Brașov, für den er ebenfalls parallel in der rumänischen Liga und der MOL Liga auf dem Eis steht. Mit den Kronstädtern wurde er 2014 rumänischer Meister und gewann 2013 und 2015 den Pokalwettbewerb. 2016 beendete er seine aktive Laufbahn und wurde Torwarttrainer in Brașov.

### International
Für Rumänien nahm Fülöp im Juniorenbereich an den U18-Weltmeisterschaften 2003 in der Division II und 2004 in der Division I sowie den U20-Weltmeisterschaften 2004, 2005, 2006 und 2007, als er aber nicht zu einem Einsatz kam, in der Division II teil.
Erstmals zum Kader der Herren-Nationalmannschaft gehörte er bei der Weltmeisterschaft 2010 in der Division II. Auch 2011 spielte er in der Division II und trug mit zwei Einsätzen zum Aufstieg seines Teams bei.

## Erfolge
- 2003 Aufstieg in die Division I bei der U18-Weltmeisterschaft der Division II, Gruppe B
- 2009 Gewinn der MOL Liga mit dem HC Csíkszereda
- 2011 Aufstieg in die Division I bei der Weltmeisterschaft der Division II, Gruppe B
- 2013 Rumänischer Pokalsieger mit dem ASC Corona 2010 Brașov
- 2014 Rumänischer Meister mit dem ASC Corona 2010 Brașov
- 2015 Rumänischer Pokalsieger mit dem ASC Corona 2010 Brașov